# Open world

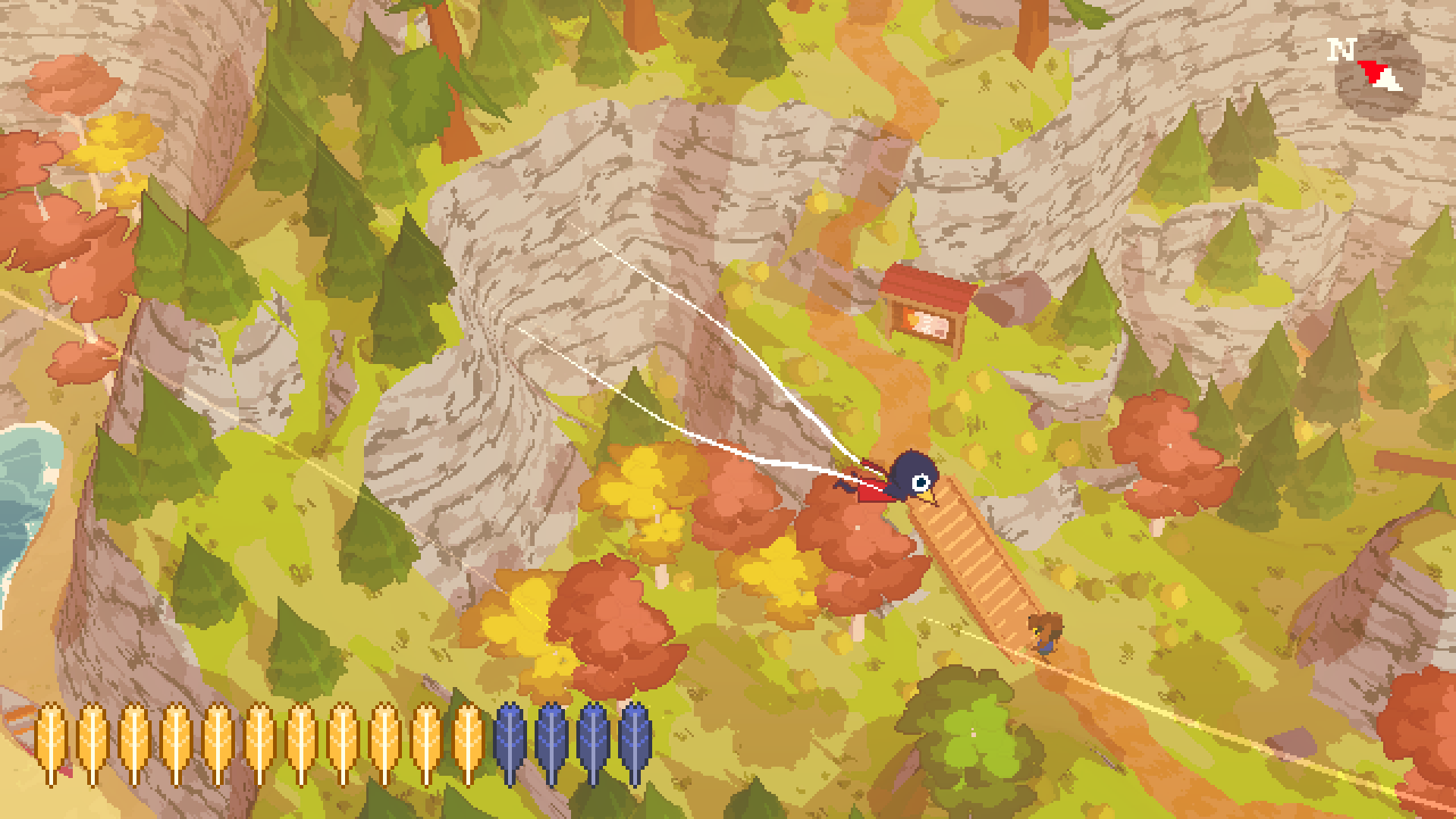
Screenshot di A Short Hike (2019)

L'open world (in italiano mondo aperto) è un genere di videogioco in cui il protagonista può muoversi liberamente all'interno di un mondo virtuale; gli sviluppatori concedono ampia libertà al giocatore, il quale può scegliere come e quando affrontare determinati obiettivi o dedicarsi alla semplice interazione con l'ambiente circostante.

## Storia

### Anni settanta
Secondo il sito Ars Technica, il primo videogioco della storia ad incarnare il concetto di open world è stato Colossal Cave Adventure del 1976; ad esso si è poi ispirato il noto Adventure, considerato la prima avventura dinamica di tutti i tempi.

### Anni ottanta
La svolta definitiva è arrivata nel 1984 con l'uscita di Elite, un simulatore di volo considerato come il pioniere che ha reso possibile gli open world moderni.

### Anni novanta
Nel 1996 ha visto la luce Super Mario 64, uno dei primi open world ad utilizzare la grafica tridimensionale. Il sito 1UP ritiene che Shenmue, uscito nel 1999 su Dreamcast, sia stato il primo videogioco ad aver implementato una città viva e percorribile liberamente dal giocatore, con un ciclo giorno-notte e un tempo atmosferico dinamico.

### Anni duemila
I capitoli in grafica tridimensionale della serie Grand Theft Auto hanno aperto la strada ad una nuova generazione di videogiochi open world; l'arrivo del primo capitolo di Assassin's Creed nel 2007, ha inoltre dato la possibilità al giocatore di esplorare un periodo storico come quello della Terra Santa durante la terza crociata.

## Descrizione
Un videogioco open world non implica necessariamente l'utilizzo di un vero e proprio sandbox, ovvero un genere nel quale il giocatore dispone di strumenti per modificare l'ambiente circostante; solitamente, gli open world rispettano alcune restrizioni del mondo di gioco a causa delle limitazioni tecniche degli hardware.